# Sandro Mamukelashvili

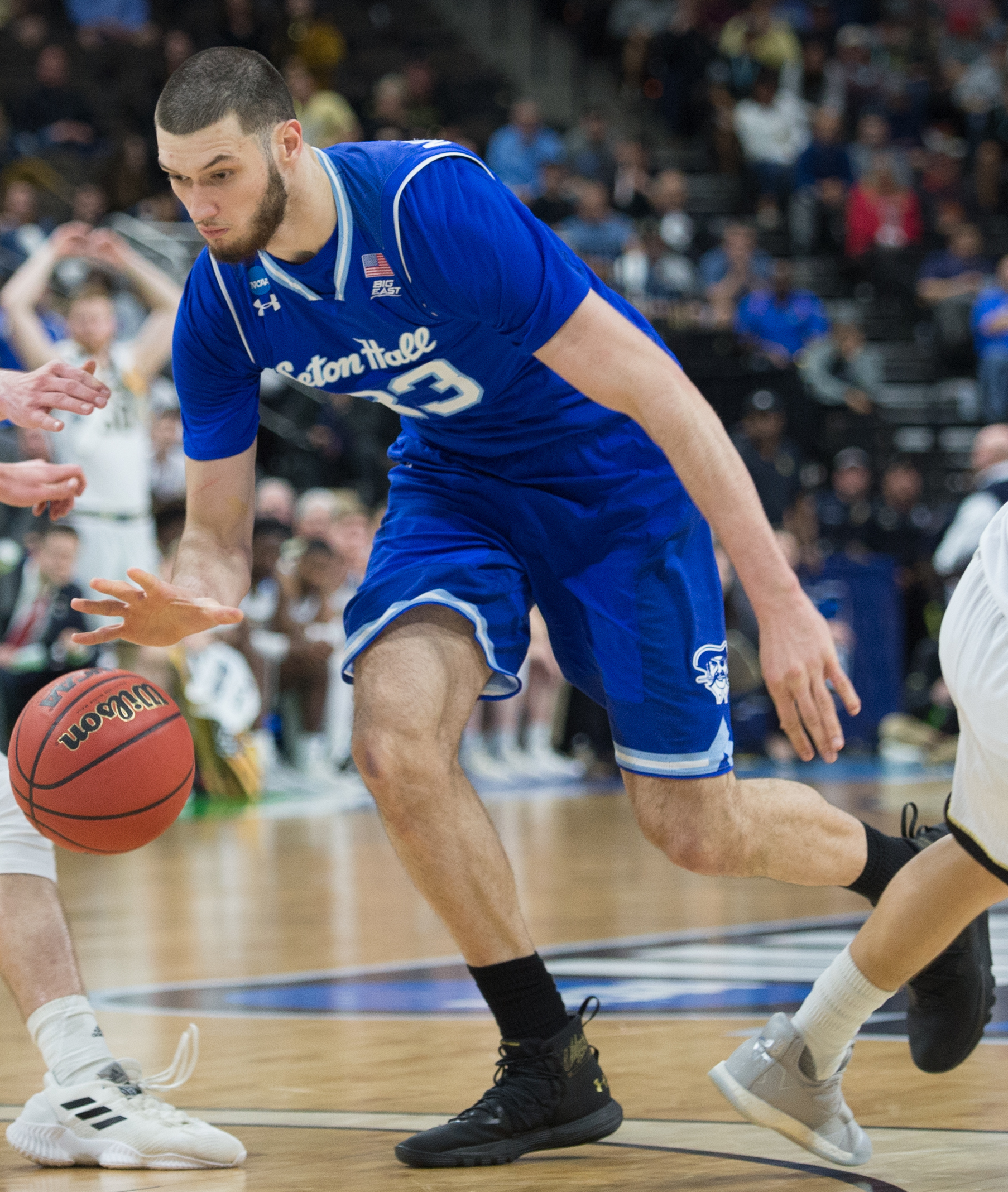
Sandro Mamukelashvili, 2019.

Alexander "Sandro" Mamukelashvili, georgiska: ალექსანდრე "სანდრო" მამუკელაშვილი, född 23 maj 1999 i New York, New York i USA, är en georgisk-amerikansk professionell basketspelare (C/PF) som spelar för Toronto Raptors i National Basketball Association (NBA). Han har tidigare spelat för Milwaukee Bucks och San Antonio Spurs.
Mamukelashvili draftades av Indiana Pacers i andra rundan i 2021 års draft som 54:e spelare totalt.
Innan han blev proffs studerade Mamukelashvili vid Seton Hall University och spelade för universitetets idrottsförening Seton Hall Pirates.